# Тайник яйцевидный
Та́йник яйцеви́дный, или Тайник ова́льный (лат. Listéra ováta) — травянистое растение; вид рода Тайник (Listera) семейства Орхидные (Orchidaceae).
База данных World Checklist of Selected Plant Families Королевских ботанических садов Кью считает название Listera ovata (L.) R.Br. синонимом правильного названия Neottia ovata (L.) Bluff & Fingerh.

## Ареал
Ареал вида охватывает большую часть Европы, Кавказ, Западную Сибирь, Малую и Среднюю Азию.
Растёт во влажных местах в лиственных лесах.

## Ботаническое описание

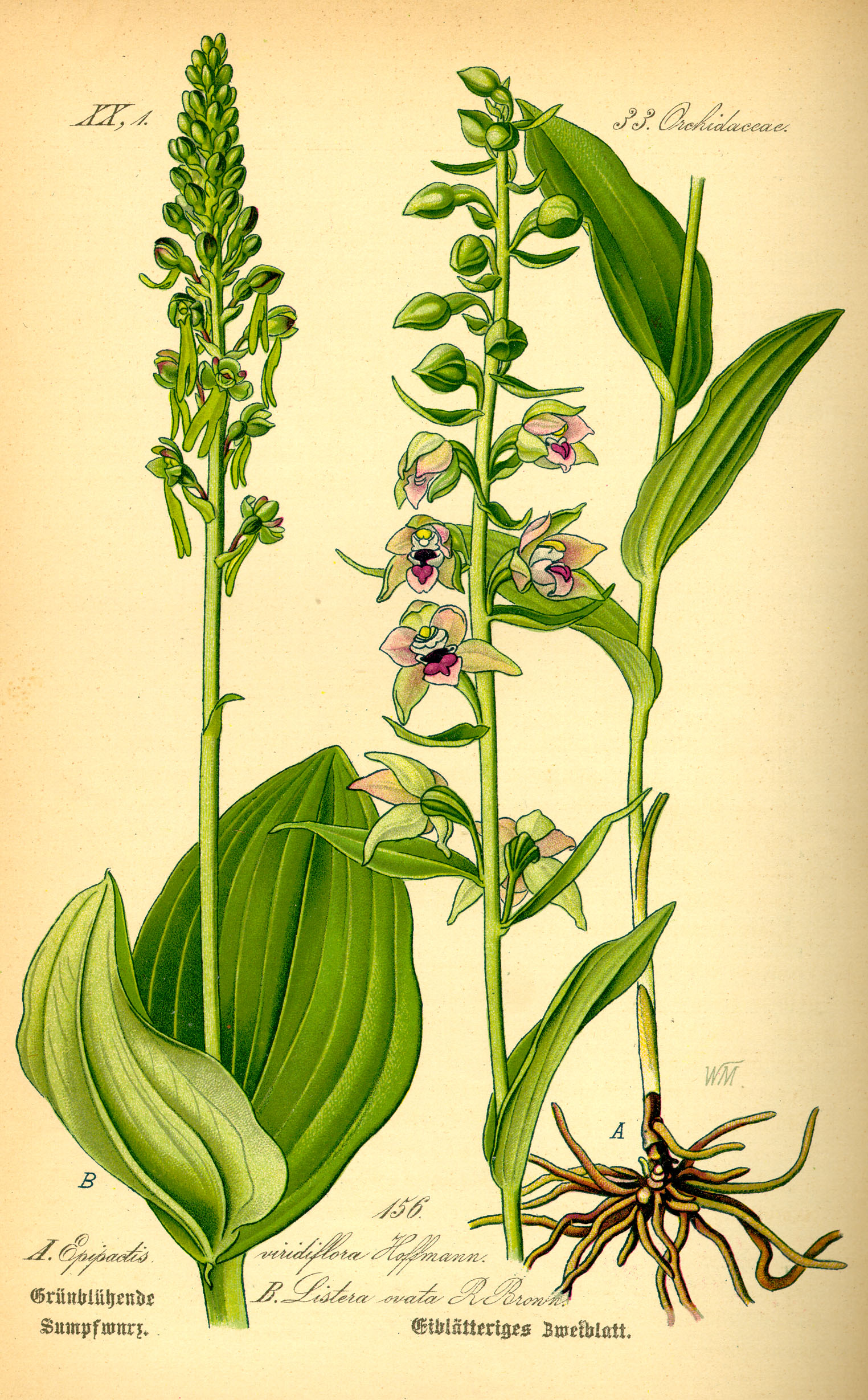

Тайник яйцевидный — травянистое растение с коротким ползучим корневищем.
Стебель несёт два широких супротивных листа овальной формы, которые располагаются почти горизонтально.
Стебли заканчиваются удлинёнными многоцветковыми соцветиями. Цветки мелкие, желтовато-зелёные. Форма цветков напоминает капли.
Плод — коробочка.

## В культуре
В условиях Москвы и Тверской области (Андреапольский район) испытывался, как на открытых, так и на притенённых участках. Во всех вариантах растения проходят успешно все фенофазы, ежегодно цветут. Процент плодообразования от 60 до 95%. Вместе с тем были выявлены и различия. Так особи, произрастающие в тени деревьев, были выше, размеры листовых пластинок оказались больше в 1,5–2 раза, как и число цветков на побеге.  Вегетативное разрастание особей достаточно слабое, что в целом типично для вида. За период наблюдений лишь у трёх особей появились дочерние побеги. К пересадкам растения достаточно устойчивы, но лучше это делать не чаще, чем раз в 4–6  
лет. Корни растений достаточно хрупкие и их кончики легко обламываются.